# KH-8

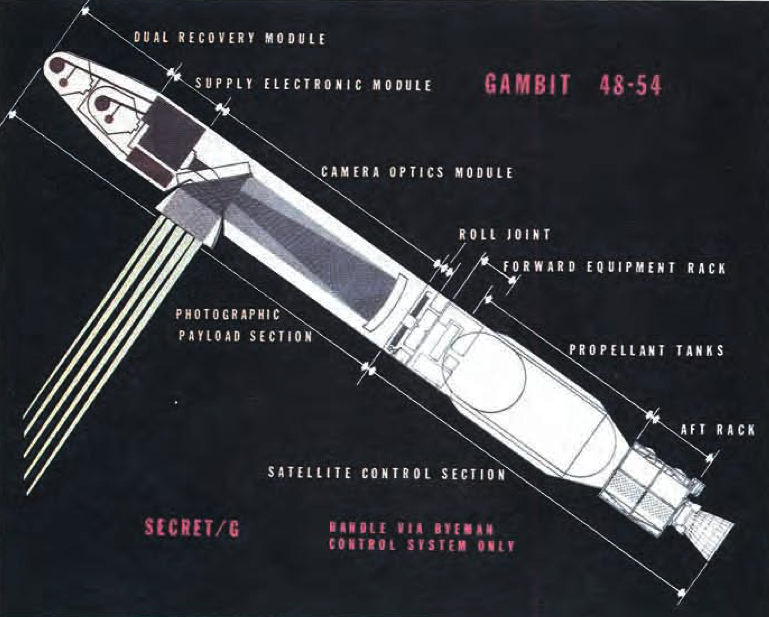
GAMBIT-3 с разгонным блоком Agena D

KH-8  (также — Gambit-3) — серия американских разведывательных спутников детальной оптической фоторазведки типа KH (англ. Key Hole). Другое использовавшееся название LASP (англ. Low Altitude Surveillance Platform) (Низкоорбитальная наблюдательная платформа).
Серия стала одной из самых долгоживущих космических программ США. С июля 1966 по апрель 1984 года состоялось 54 пуска. Для съёмки поверхности Земли использовалась фотоплёнка, отснятый материал возвращался на землю в специальных контейнерах. После входа в плотные слои атмосферы должен был раскрываться парашют для обеспечения мягкой посадки. По сообщениям официальных структур, реально достигнутое разрешение аппарата было не хуже полуметра. Аппарат массой 3 тонны производился кампанией Локхид и выводился в космос РН «Титан 3» с космодрома Ванденберг. Аппаратура для съемки производилась подразделением A&O кампании «Истман Кодак».
Наименование «Gambit» так же использовалось для обозначения предшественника KH-8 аппарата KH-7.

## Конструкция

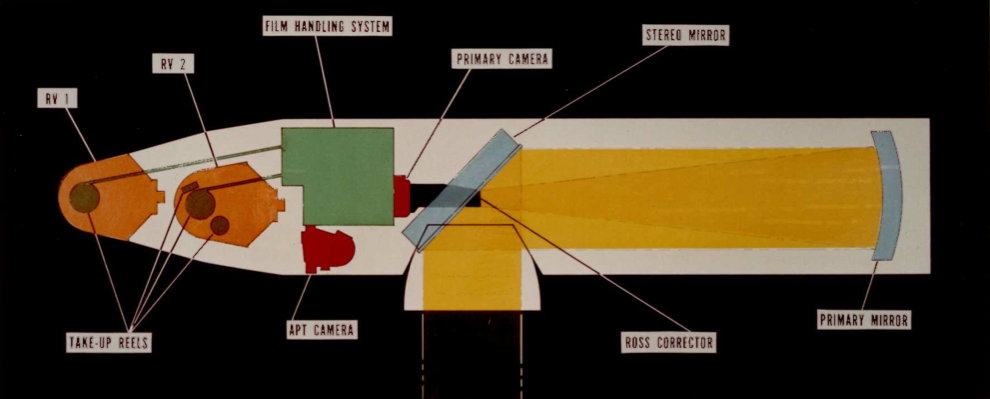
KH-8 GAMBIT-3 схема размещения полезной нагрузки

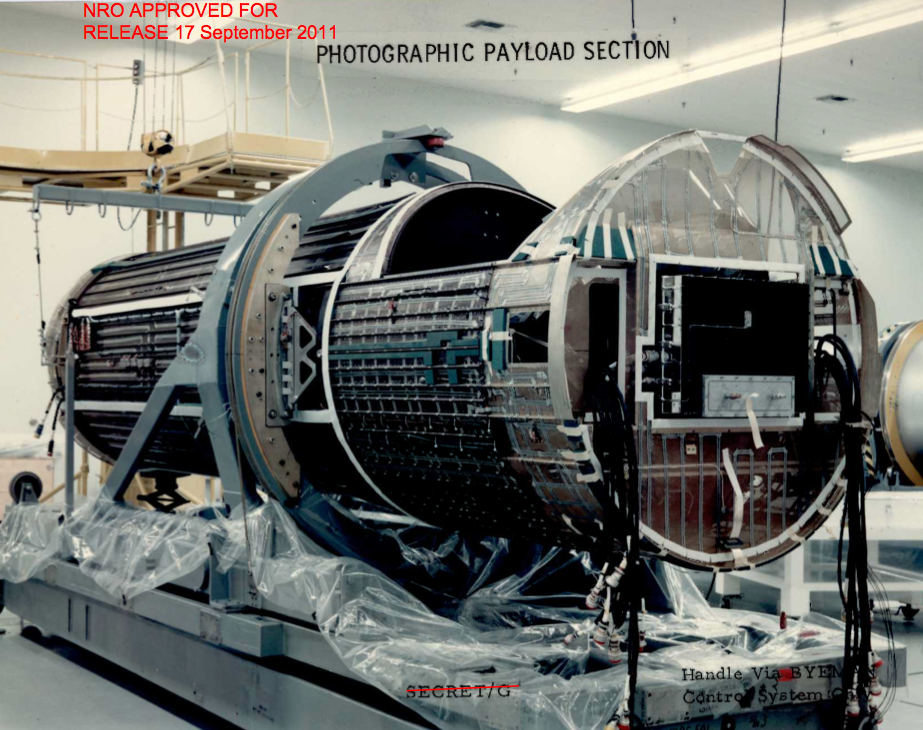
KH-8 со стороны блока фотоаппаратуры

Оптический модуль камеры состоял из четырёх камер.
Основная камера модификации KH-8B (использовалась с 1971 года) с фокусным расстоянием 4,46 м использовалась для получения сверхчётких изображений объектов на поверхности земли. Свет от источника проходил через объектив и отражался от перенаправляемого плоского зеркала диаметром 1,21 метра в направлении неподвижных вогнутых зеркал. Вогнутые зеркала, в свою очередь, отражали свет через отверстие в плоском зеркале и через так называемый корректор Роза. При высоте перигея 140 км основная камера могла снимать полосу земной поверхности шириной в 6,3 км на плёнку 223,8 мм. Три другие камеры входили в состав системы APTC (англ. Astro-Position Terrain Camera — «Камера для ориентации на поверхности земли по звёздам»). Одна (фокусное расстояние 75 мм) получала изображения поверхности по направлению движения аппарата и применялась для определения высоты спутника. Две другие, с фокусным расстоянием 90 мм, использовались для получения изображений звёздного неба - с целью обеспечить работу звёздного датчика.
Плёнка, используемая в спутниках «Гамбит», производилась кампанией «Истман-Кодак». Впоследствии «космическая» плёнка развилась в целое семейство успешно применявшихся фотоматериалов с высокими характеристиками. Первой была плёнка «Тип 3404» с разрешающей способностью 50 на 100 линий на один квадратный миллиметр. Далее последовало несколько модификации с высокой разрешающей способностью «Тип 1414» и «SO-217». Появилась и серия плёнок, сделанных с применением мелкодисперсных зёрен из галогенидов серебра. Последовательно уменьшая размер последних от 1,550 ангстрем в «SO-315» до 1200 ангстрем в «SO-312» и до 900 ангстрем в модели «SO-409», компании-производителю удалось добиться высоких характеристик по разрешающей способности и однородности плёнки. Последнее важно для неизменности качества получаемого изображения.
В идеальных условиях, разведчики «Гамбит», по официальным данным, были способны различать на земной поверхности объекты от 28 до 56 см (при использовании плёнки «Тип 3404») и даже 5-10 см (при использовании более совершенной плёнки «Тип 3409» с разрешающей способностью 320 на 630 линий на кв. мм). В реальности идеальные условия встречаются очень редко. На качество съемки из космоса влияет большое число факторов. Серьёзно ухудшить качество могут и неоднородности в атмосфере, вызванные, например, нагревом поверхности (эффект марева) и промышленный смог и пыль в приповерхностном слое, поднятая ветром, и угол падения солнечного света и, конечно, слишком большая высота орбиты. Возможно, поэтому фактическая разрешающая способность снимков, полученных спутниками серии KH-8, до сих пор (2012 год) остается засекреченной.
Аппараты серии KH-8 имели возможность фотографировать спутники на орбите. Данная возможность разрабатывалась для контроля деятельности советских спутников, но впервые была использована для съёмки повреждённой станции «Скайлэб» в 1973 году.
Общая стоимость 54 запусков по программе KH-8 составила 2,3 млрд долларов США в ценах годов, соответствующих запускам. Текущие расходы не учитываются. С учётом инфляции, это около 10 млрд долл. в ценах 2012 года или 200 млн на пуск.